# British Army

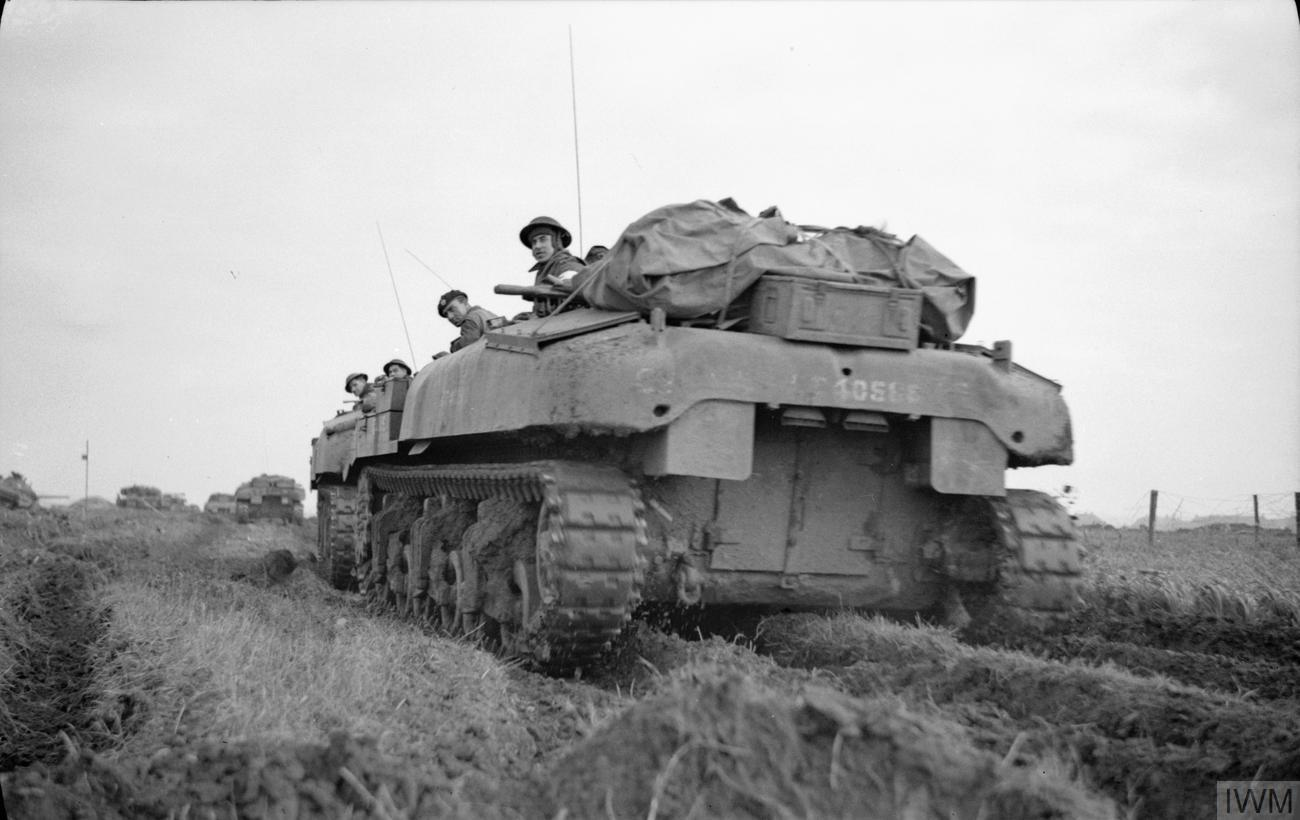
Kangaroo pantservoertuigen met soldaten van de achtste Royal Scots infanterie gedurende de bevrijding van Blerick (Limburg) door de 15de (Schotse) Divisie op 3 December 1944

De British Army (het Britse leger) is de landmachttak van de British Armed Forces. Dit leger ontstond met de vereniging van de Koninkrijken van Engeland en Schotland in het Koninkrijk Groot-Brittannië in 1707. De nieuwe British Army nam de regimenten die al in Engeland en Schotland bestonden in zich op en werd bestuurd door het War Office in Londen. Sinds 1963 wordt het bestuurd door het Ministerie van Defensie.
De British Army bestaat uit 109.740 reguliere soldaten (van wie 98.560 getraind), plus 3.640 Gurkhas en 34.000 soldaten van het Territoriale leger, totaal rond de 147.000 soldaten in oktober 2008.

Het beroepselement van het Britse leger wordt ook aangeduid als de Regular Army sinds de oprichting in 1908 van het reserve Territoriale Leger. Het Britse leger wordt ingezet in grote delen van de wereld zowel als Expeditionary Forces als in vredesoperaties van de Verenigde Naties. Het Britse leger is nu gedetacheerd in Kosovo, Cyprus, Duitsland, Irak, Afghanistan en andere plaatsen.
In tegenstelling tot de Royal Navy, Royal Marines en Royal Air Force, voert het Britse leger geen "Koninklijk" in haar naam. Dit is vooral omdat historisch het British Army het leger van het Parlement is en niet van de Kroon. Deze positie werd bevestigd door de Bill of Rights van 1689 die parlementaire goedkeuring vereist om een paraat leger in vredestijd in stand te houden. Niettemin dragen veel van de regimenten en korpsen het predicaat 'Koninklijk'  en hebben leden van de Koninklijke familie hoge posities in sommige regimenten bekleed. 